# Yang Zhu
Yang Zhu var en inflytelserik kinesisk filosof under senare delen av Zhoudynastin. Inga verk av Yang Zhu finns bevarade, men hans lära nämns av flera tidiga författare, bland annat i skrifterna Mencius, Xunzi, Han Feizi, Lüshi chunqiu, Huainanzi och Lunheng. Ett kapitel i Liezi är uppkallat efter Yang Zhu, men har sannolikt tillkomit långt efter dennes bortgång. I Mencius framställs Yang Zhu som etisk egoist. Han skulle alltså med andra ord ha förespråkat att det alltid är rätt att befordra sitt eget väl.

### Fotnoter
1. ↑  Shen (2003), s. 840
2. ↑  Wong (2013), § 2.5